# Uruguayaans voetbalelftal in 1990
Het Uruguayaans voetbalelftal speelde in totaal tien interlands in het jaar 1990, waaronder vier wedstrijden bij de WK-eindronde in Italië. Na de groepsfase ternauwernood te hebben overleefd, verloor de ploeg van bondscoach Oscar Tabárez in de achtste finales met 2-0 van gastland Italië door treffers van Salvatore Schillaci (65') en Aldo Serena (82'). Het duel betekende het einde van de interlandcarrières van Nelson Gutiérrez, Hugo de León, Rubén Paz, Antonio Alzamendi, Alfonso Domínguez en José Perdomo. Ook voor Tabárez betekende het zijn laatste duel als bondscoach van Uruguay. Hij werd opgevolgd door Luis Cubilla.

## Balans
| Wedstrijden | Wedstrijden | Wedstrijden | Wedstrijden | Doelpunten | Doelpunten | Doelpunten | Punten |
| Gespeeld    | Winst       | Gelijk      | Verlies     | Voor       | Tegen      | Saldo      | Punten |
| ----------- | ----------- | ----------- | ----------- | ---------- | ---------- | ---------- | ------ |
| 10          | 4           | 2           | 4           | 12         | 12         | 0          | 1.000  |

## Interlands
|                                                     |                                       |       |          |                                                                             |
| 2 februari Orange Bowl Cup № 549 «onderlinge duels» | Uruguay                               | 2 – 0 | Colombia | Orange Bowl, Miami Toeschouwers: 25.392 Scheidsrechter: Vincent Mauro (USA) |
| 2 februari Orange Bowl Cup № 549 «onderlinge duels» | Pedro Pedrucci 78' William Castro 84' |       |          | Orange Bowl, Miami Toeschouwers: 25.392 Scheidsrechter: Vincent Mauro (USA) |

|                                                     |                                               |       |            |                                                                             |
| 4 februari Orange Bowl Cup № 550 «onderlinge duels» | Uruguay                                       | 2 – 0 | Costa Rica | Orange Bowl, Miami Toeschouwers: 18.451 Scheidsrechter: Vincent Mauro (USA) |
| 4 februari Orange Bowl Cup № 550 «onderlinge duels» | William Castro 6' Mauricio Montero 12' (e.d.) |       |            | Orange Bowl, Miami Toeschouwers: 18.451 Scheidsrechter: Vincent Mauro (USA) |

|                                                     |                                    |       |                   |                                                                                     |
| 20 maart Vriendschappelijk № 551 «onderlinge duels» | Mexico                             | 2 – 1 | Uruguay           | Memorial Coliseum, Los Angeles Toeschouwers: 19.000 Scheidsrechter: Jay Majid (USA) |
| 20 maart Vriendschappelijk № 551 «onderlinge duels» | Daniel Guzmán 4' Ricardo Pelaez 9' |       | 40' Edison Suárez | Memorial Coliseum, Los Angeles Toeschouwers: 19.000 Scheidsrechter: Jay Majid (USA) |

|                                                     |                                                          |       |                                                              |                                                                                       |
| 25 april Vriendschappelijk № 552 «onderlinge duels» | West-Duitsland                                           | 3 – 3 | Uruguay                                                      | Mercedes-Benz Arena, Stuttgart Toeschouwers: 35.000 Scheidsrechter: Bo Karlsson (SWE) |
| 25 april Vriendschappelijk № 552 «onderlinge duels» | Lothar Matthäus 60' Rudi Völler 64' Jürgen Klinsmann 75' |       | 40' Carlos Aguilera 73' Santiago Ostolaza 78' Daniel Revelez | Mercedes-Benz Arena, Stuttgart Toeschouwers: 35.000 Scheidsrechter: Bo Karlsson (SWE) |

|                                                   |                  |       |         |                                                                              |
| 18 mei Vriendschappelijk № 553 «onderlinge duels» | Noord-Ierland    | 1 – 0 | Uruguay | Windsor Park, Belfast Toeschouwers: 3.500 Scheidsrechter: Keith Cooper (WAL) |
| 18 mei Vriendschappelijk № 553 «onderlinge duels» | Kevin Wilson 39' |       |         | Windsor Park, Belfast Toeschouwers: 3.500 Scheidsrechter: Keith Cooper (WAL) |

|                                                   |                 |       |                                        |                                                                                  |
| 22 mei Vriendschappelijk № 554 «onderlinge duels» | Engeland        | 1 – 2 | Uruguay                                | Wembley Stadium, Londen Toeschouwers: 38.751 Scheidsrechter: Pietro d'Elia (ITA) |
| 22 mei Vriendschappelijk № 554 «onderlinge duels» | John Barnes 51' |       | 27' Santiago Ostolaza 62' José Perdomo | Wembley Stadium, Londen Toeschouwers: 38.751 Scheidsrechter: Pietro d'Elia (ITA) |

| WK voetbal 1990 |
| --------------- |

|                                                                 |           |       |        |                                                                             |
| 13 juni WK-eindronde Groep E № 555 «onderlinge duels» 17:00 uur | Uruguay   | 0 – 0 | Spanje | Stadio Friuli, Udine Toeschouwers: 35.238 Scheidsrechter: Helmut Kohl (AUT) |
| 13 juni WK-eindronde Groep E № 555 «onderlinge duels» 17:00 uur | (details) |       |        | Stadio Friuli, Udine Toeschouwers: 35.238 Scheidsrechter: Helmut Kohl (AUT) |

|                                                                 |                                                    |           |                      | |
| 17 juni WK-eindronde Groep E № 556 «onderlinge duels» 21:00 uur | België                                             | 3 – 1     | Uruguay              | Stadio Marc'Antonio Bentegodi, Verona Toeschouwers: 33.759 Scheidsrechter: Siegfried Kirschen (GDR) |
| 17 juni WK-eindronde Groep E № 556 «onderlinge duels» 21:00 uur | Leo Clijsters 16' Enzo Scifo 22' Jan Ceulemans 48' | (details) | 74' Pablo Bengoechea | Stadio Marc'Antonio Bentegodi, Verona Toeschouwers: 33.759 Scheidsrechter: Siegfried Kirschen (GDR) |

|                                                                 |            |           |                    |                                                                              |
| 21 juni WK-eindronde Groep E № 557 «onderlinge duels» 17:00 uur | Zuid-Korea | 0 – 1     | Uruguay            | Stadio Friuli, Udine Toeschouwers: 29.039 Scheidsrechter: Tulio Lanese (ITA) |
| 21 juni WK-eindronde Groep E № 557 «onderlinge duels» 17:00 uur |            | (details) | 90' Daniel Fonseca | Stadio Friuli, Udine Toeschouwers: 29.039 Scheidsrechter: Tulio Lanese (ITA) |

|                                                                        |                                         |           |         |                                                                                  |
| 25 juni WK-eindronde Achtste finale № 558 «onderlinge duels» 21:00 uur | Italië                                  | 2 – 0     | Uruguay | Stadio Olimpico, Rome Toeschouwers: 73.300 Scheidsrechter: George Courtney (ENG) |
| 25 juni WK-eindronde Achtste finale № 558 «onderlinge duels» 21:00 uur | Salvatore Schillaci 65' Aldo Serena 82' | (details) |         | Stadio Olimpico, Rome Toeschouwers: 73.300 Scheidsrechter: George Courtney (ENG) |

|  |  |  |  |  |  |  |  |  |

## Statistieken
| Fernando Álvez       | 1959-09-04 | Peñarol                | 7  | 0 | 0 | 19 | 0  |
| Eduardo Pereira      | 1954-03-21 | CA Independiente       | 2  | 0 | 0 | 10 | 0  |
| Javier Zeoli         | 1962-05-02 | Deportivo Mandiyú      | 1  | 0 | 0 | 14 | 0  |
| Verdediging          |            |                        |    |   |   |    |    |
| Hugo de León         | 1958-02-27 | Club Nacional          | 10 | 0 | 0 | 48 | 0  |
| Alfonso Domínguez    | 1965-09-24 | Peñarol                | 10 | 0 | 0 | 31 | 0  |
| Nelson Gutiérrez     | 1962-04-13 | CD Logroñés            | 6  | 0 | 0 | 57 | 0  |
| José Oscar Herrera   | 1965-06-17 | Cagliari Calcio        | 6  | 0 | 0 | 30 | 3  |
| José Pintos Saldanha | 1964-03-25 | Club Nacional          | 4  | 1 | 0 | 10 | 0  |
| Jorge Gonçálvez      | 1967-03-02 | Peñarol                | 3  | 0 | 0 | 7  | 0  |
| Daniel Revelez       | 1959-09-30 | Club Nacional          | 1  | 1 | 1 | 12 | 1  |
| Nelson Cabrera       | 1967-07-18 | Danubio FC             | 0  | 1 | 0 | 8  | 0  |
| Middenveld           |            |                        |    |   |   |    |    |
| Santiago Ostolaza    | 1962-07-10 | Cruz Azul              | 8  | 0 | 2 | 28 | 5  |
| José Perdomo         | 1965-01-05 | Coventry City          | 7  | 0 | 1 | 27 | 3  |
| Enzo Francescoli     | 1961-11-12 | Cagliari Calcio        | 6  | 0 | 0 | 46 | 12 |
| Rubén Pereira        | 1968-01-28 | Danubio FC             | 6  | 0 | 0 | 20 | 1  |
| Rubén Paz            | 1959-08-08 | Racing Club            | 5  | 1 | 0 | 42 | 7  |
| William Castro       | 1962-05-22 | Cruz Azul              | 3  | 0 | 2 | 8  | 2  |
| Edison Suárez        | 1966-11-06 | Real Zaragoza          | 2  | 0 | 1 | 12 | 1  |
| Gabriel Cedrés       | 1970-03-03 | Peñarol                | 1  | 2 | 0 | 3  | 0  |
| Gabriel Correa       | 1968-01-13 | Real Murcia            | 1  | 2 | 0 | 19 | 2  |
| Pablo Bengoechea     | 1965-02-27 | Sevilla FC             | 1  | 1 | 1 | 18 | 2  |
| Pedro Pedrucci       | 1961-09-30 | Toshiba Kawasaki       | 1  | 1 | 1 | 2  | 1  |
| Diego Dorta          | 1971-12-31 | Central Español        | 0  | 1 | 0 | 1  | 0  |
| Aanval               |            |                        |    |   |   |    |    |
| Rubén Sosa           | 1966-04-25 | Lazio Roma             | 6  | 1 | 0 | 31 | 10 |
| Daniel Fonseca       | 1969-09-13 | Cagliari Calcio        | 4  | 2 | 1 | 6  | 1  |
| Antonio Alzamendi    | 1956-06-07 | Deportivo Mandiyú      | 4  | 1 | 0 | 33 | 6  |
| Sergio Martínez      | 1969-02-15 | Defensor Sporting Club | 3  | 2 | 0 | 15 | 2  |
| Carlos Aguilera      | 1964-09-21 | Genoa CFC              | 2  | 4 | 1 | 55 | 22 |
| Johnny Miqueiro      | 1964-07-18 | CA Progreso            | 0  | 2 | 0 | 2  | 0  |

AUF · A-internationals · Selecties · Bondscoaches · Uruguayaans vrouwenelftal · Olympisch elftal · Uruguay U21 · Uruguay U20 · Uruguay U19 · Uruguay U18 · Uruguay U17
1900 – 1909 ·
1910 – 1919 ·
1920 – 1929 ·
1930 – 1939 ·
1940 – 1949 ·
1950 – 1959 ·
1960 – 1969 ·
1970 – 1979 ·
1980 – 1989 ·
1990 – 1999 ·
2000 – 2009 ·
2010 – 2019 ·
2020 – 2029
WK 1930 · 
WK 1950 · 
WK 1954 · 
WK 1962 · 
WK 1966 · 
WK 1970 ·
WK 1974 · 
WK 1986 · 
WK 1990 · 
WK 2002 · 
WK 2010 · 
WK 2014 · 
WK 2018
OS 1924 · 
OS 1928 ·
OS 2012
1902 · 
1903 · 
1904 · 
1905 · 
1906 · 
1907 · 
1908 · 
1909 ·
1910 · 
1911 · 
1912 · 
1913 · 
1914 · 
1915 · 
1916 · 
1917 · 
1918 · 
1919 ·
1920 · 
1921 · 
1922 · 
1923 · 
1924 · 
1925 · 
1926 · 
1927 · 
1928 · 
1929 ·
1930 · 
1931 · 
1932 · 
1933 · 
1934 · 
1935 · 
1936 · 
1937 · 
1938 · 
1939 ·
1940 · 
1941 · 
1942 · 
1943 · 
1944 · 
1945 · 
1946 · 
1947 · 
1948 · 
1949 ·
1950 · 
1951 · 
1952 · 
1953 · 
1954 · 
1955 · 
1956 · 
1957 · 
1958 · 
1959 ·
1960 · 
1961 · 
1962 · 
1963 · 
1964 · 
1965 · 
1966 · 
1967 · 
1968 · 
1969 ·
1970 · 
1971 · 
1972 · 
1973 · 
1974 · 
1975 · 
1976 · 
1977 · 
1978 · 
1979 ·
1980 · 
1981 · 
1982 · 
1983 · 
1984 · 
1985 · 
1986 · 
1987 · 
1988 · 
1989 ·
1990 ·
1991 · 
1992 · 
1993 · 
1994 · 
1995 · 
1996 · 
1997 · 
1998 · 
1999 · 
2000 · 
2001 · 
2002 · 
2003 · 
2004 · 
2005 · 
2006 · 
2007 · 
2008 · 
2009 · 
2010 · 
2011 · 
2012 · 
2013 · 
2014 · 
2015 · 
2016 ·
2017 ·
2018 ·
2019 ·
2020 ·
2021 ·
2022 ·
2023 ·
2024
Algerije ·
Angola ·
Argentinië ·
Australië ·
België ·
Bolivia ·
Brazilië ·
Bulgarije ·
Canada ·
Chili ·
China ·
Colombia ·
Costa Rica ·
Cuba ·
DDR ·
Denemarken ·
Duitsland ·
Ecuador ·
Egypte ·
Engeland ·
Estland ·
 Finland ·
Frankrijk ·
Georgië ·
Ghana ·
Guatemala ·
Haïti ·
Honduras ·
Hongarije ·
Ierland ·
India ·
Indonesië ·
Irak ·
Iran ·
Israël ·
Italië ·
Ivoorkust ·
Jamaica ·
Japan ·
Joegoslavië ·
Jordanië ·
Libië ·
Luxemburg ·
Maleisië ·
Mexico ·
Marokko ·
Nederland ·
Nicaragua ·
Nieuw-Zeeland ·
Nigeria ·
Noord-Ierland ·
Noorwegen ·
Oekraïne ·
Oezbekistan ·
Oman ·
Oostenrijk ·
Panama ·
Paraguay ·
Peru ·
Polen ·
Portugal ·
Roemenië ·
Rusland ·
Saarland ·
Saoedi-Arabië ·
Schotland ·
Senegal ·
Servië & Montenegro ·
Singapore ·
Slovenië ·
Sovjet-Unie ·
Spanje ·
Tahiti ·
Thailand ·
Trinidad en Tobago · 
Tsjechië ·
Tsjecho-Slowakije ·
Tunesië · 
Turkije ·
Venezuela ·
Verenigde Arabische Emiraten ·
Verenigde Staten ·
Wales ·
Zuid-Afrika ·
Zuid-Korea ·
Zweden ·
Zwitserland
Argentinië (1986) ·
België (1990) ·
Brazilië (1950) · 
Colombia (2014) ·
Costa Rica (2014) ·
Denemarken (1986) ·
Denemarken (2002) ·
Duitsland (2010) ·
Egypte (2018) ·
Engeland (2014) ·
Frankrijk (2002) ·
Frankrijk (2010) ·
Frankrijk (2018) ·
Ghana (2010) ·
Italië (1990) ·
Italië (2014) ·
Mexico (2010) ·
Nederland (1974) ·
Nederland (2010) ·
Portugal (2018) ·
Rusland (2018) ·
Saoedi-Arabië (2018) ·
Schotland (1986) ·
Senegal (2002) ·
Spanje (1990) ·
West-Duitsland (1986) ·
Zuid-Afrika (2010) ·
Zuid-Korea (1990) ·
Zuid-Korea (2010)